# Buturugeni
Buturugeni é uma comuna romena localizada no distrito de Giurgiu, na região de Muntênia. A comuna possui uma área de 43.58 km² e sua população era de 3991 habitantes segundo o censo de 2007.